# Фане (Верона)
Фане је насеље у Италији у округу Верона, региону Венето.
Према процени из 2011. у насељу је живело 1112 становника. Насеље се налази на надморској висини од 611 м.